# Svenska dansbandsveckan
Svenska dansbandsveckan (Den svenske dansebandsuge) er en musikfestival som afvikles i Malungs Folkets Park Orrskogen i det mellemste Sverige i uge 29 hvert år. Der samles folk for at danse til populære dansebands, hovedsagelig fra Sverige men også fra andre nordiske lande. Cirka 70 dansebands spiller op til dans i en uge. Svenska dansbandsveckan indledes altid med Guldklaven, den svenske dansebandsbranches pris. Musikken spilles på seks forskellige overdækkede scener på Folkets Park Orrskogen. På scene 1 spilles moden dansemusik, på scene 2 blandet dansemusik, på scene 3 moderne dansemusik, på scene 4 gammeldans og blandet dansemusik og på scene 5 blandet og moderne dansemusik. Svenska dansbandsveckan gennemførtes første gang i 1986. I dag sætter den sit præg på hele Malungbygden når cirka 40.000 besøgende rejser til Malung for at deltage. Cirka 2.500 til 3.000 ekvipager kommer. På rekordaftenen onsdag den 20. juli 2011 var der 8.599 besøgende på dansebanerne i Orrskogen. Mange af de besøgende rejser dertil med campingvogn eller i autocamper.